# Cầu Maria Skłodowska-Curie, Warszawa
 Cầu Maria Skłodowska-Curie (tiếng Ba Lan: Most Marii Skłodowskiej-Curie) là một cây cầu bắc qua sông Vistula ở Warsaw, Ba Lan, nối liền vùng ngoại ô phía bắc Białołęka và Bielany. Cấu trúc thực sự bao gồm ba cây cầu song song, hai cho xe cơ giới và một cho đường sắt nhẹ, xe đạp và người đi bộ. Hai phần đầu tiên đã được khai trương vào ngày 24 tháng 3 năm 2012, trở thành cây cầu đường thứ 8 ở thủ đô của Ba Lan và hiện đã hoàn thành với tuyến xe điện đầu tiên ra mắt vào ngày 21 tháng 1 năm 2013.
Việc xây dựng, bắt đầu với một buổi lễ quay đầu vào ngày 3 tháng 6 năm 2009. Công việc được thực hiện bởi Pol-Aqua hợp tác với tập đoàn Tây Ban Nha Sando và Kromiss-Bis.
Trong quá trình thiết kế và thi công, cây cầu được đặt tên tạm thời là Cầu Bắc theo vị trí xa nhất của nó. Tổng thống Warsaw, Hanna Gronkiewicz-Waltz, tuyên bố rằng bà sẽ kiến nghị Hội đồng thành phố Warsaw đặt tên cho cây cầu theo tên của Giáo hoàng John Paul II. Tuy nhiên, vào ngày 1 tháng 12 năm 2011, tên cầu đã chính thức được đổi thành Cầu Maria Skłodowska-Curie để vinh danh người đoạt giải Nobel kép của Ba Lan, chống lại ý kiến của người dân và Hội đồng quận của cả hai quận Bielany và Białołęka.

## Vị trí
Chiều rộng của dòng sông tại cây cầu khoảng 650 mét. Ở bờ phía tây của Vistula, cây cầu tạo thành một phần mở rộng của gen. Đại lộ Marii Wittek, và ở thế hệ phía đông. Đại lộ Ryszarda Kuklińskiego. Đây là cầu vượt sông thứ hai ở Warsaw, sau Most ęwiętokrzyski, nằm ở mặt đất trên cả hai bờ sông. Tại Białołęka, tuyến đường tiến hành trên các kè đất, cũng như tại Bielany, nơi tuyến đường nối với Wisłostrada, tuyến đường chính bắc-nam qua trung tâm Warsaw. Giao lộ phức tạp nhất ở Warsaw nằm ở đây. Tại thời điểm này, nút giao thông kết nối năm đường nhiều làn, ba đường xe điện và nút giao cho đường địa phương.